# Pittsburgh and Lake Erie Railroad
 (janvier 2022).
Si vous disposez d'ouvrages ou d'articles de référence ou si vous connaissez des sites web de qualité traitant du thème abordé ici, merci de compléter l'article en donnant les références utiles à sa vérifiabilité et en les liant à la section « Notes et références ».
Le Pittsburgh and Lake Erie Railroad (P&LE) (sigle de l'AAR: PLE), aussi connu sous le nom de "Little Giant", fut formé le 11 mai 1875. Le quartier général était situé à Pittsburgh, Pennsylvanie. La ligne permettait de relier Pittsburgh à Youngstown, Ohio au nord-ouest, et à Connellsville, Pennsylvanie au sud-est. Il ne relia le lac Erié à Ashtabula, Ohio, qu'à la formation de Conrail en 1976.
Le P&LE était surnommé le "Little Giant" à cause de l'important tonnage (environ 1 % du total national) qu'il transportait sur son petit réseau (représentant 0,1 % de la longueur nationale). Cela était essentiellement dû à la desserte des grandes aciéries de la région de Pittsburgh, lesquelles consommaient et produisaient d'énormes quantités. Le P&LE était un chemin de fer spécialisé qui tirait la majorité de ses revenus du charbon, du coke, du minerai de fer, du calcaire et de l'acier. La fermeture des aciéries entraîna sa chute. Le P&LE fit partie des chemins de fer américains de classe I

## Les origines
En raison des tarifs exorbitants pratiqués par le Pennsylvania Railroad, William McCreery, un éminent homme d'affaires de Pittsburgh, marchant et constructeur de chemin de fer, créa le 11 mai 1875 le Pittsburgh & Lake Erie Railroad (P&LE). Il devait dans un premier temps construire une ligne de 92 km en Pennsylvanie. Mais au bout de 2 ans, les fonds nécessaires n'étaient toujours pas réunis. Un nouveau groupement d'hommes d'affaires influents de Pittsburgh, constitué par James I Bennett, David Hostetter, James M. Baily, Mark W. Watson, et James M. Schoonmaker prirent les commandes, et au printemps 1877, les premiers rails furent posés à Beaver Falls qui avait une population plus importante que Pittsburgh. Mais l'autre raison du choix de cette ville venait de Jacob Henrici de l'Harmony Society; ce groupe religieux fondé en 1805, avait un poids important dans les affaires de Beaver Falls. Le 6 juillet 1877, McCreery fut remplacé par le nouveau président Bennett, épaulé par l'influent Henrici comme directeur. En 1877, un accord avec le Lake Shore and Michigan Southern Railway, et avec l'Atlantic & Great Western (Erie Railroad) permit une desserte de Youngstown. La ligne, construite à l'économie, fut achevée le 27 janvier 1879 entre Youngstown et Pittsburgh, Pennsylvanie, via New Castle et Beaver Falls. Devant le succès immédiat, la compagnie eut rapidement de l'argent disponible pour entreprendre des améliorations de la ligne. En 1880, le Lake Shore and Michigan Southern Railway de William Henry Vanderbilt, prit des parts dans le P&LE pour un montant de 200 000 dollars. Le P&LE allait rester dans le Vanderbilt system jusqu'à la formation de Conrail!.

## Le South Penn Railroad et le Pittsburgh McKeesport & Youghiogheny Railroad

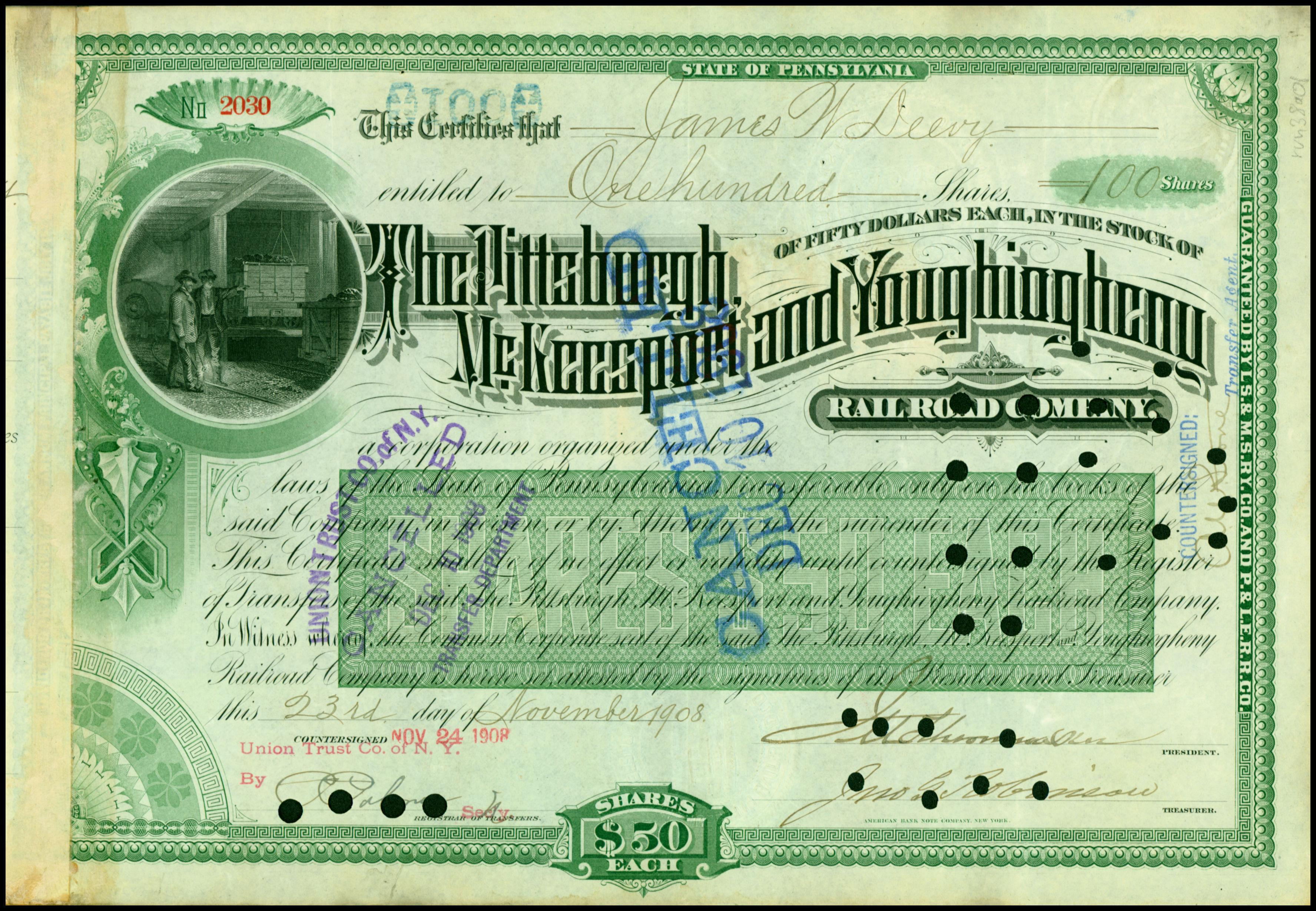
Action de la Pittsburgh, McKeesport & Youghiogheny Railroad Company en date du 23 novembre 1908

En 1881, le P&LE fut relié au puissant South Pennsylvania Railroad (South Penn). Cette connexion allait pousser William Henry Vanderbilt à prendre le contrôle du P&LE en rachetant les actions de Henry W Oliver et celles de l'Harmony Society. Puis Vanderbilt, aidé par Andrew Carnegie, créa en 1882, le Pittsburgh, Mckeesport & Youghiogheny railroad (PM&Y) pour relier Pittsburg, McKeesport et Connellsville. Vanderbilt et Carnegie avancèrent au PM&Y les fonds nécessaires pour atteindre Connellsville, Pennsylvanie. Finalement, le PM&Y ouvrit en 1883, et fut loué au P&LE en 1884 pour une durée de 99 ans. Dans le même temps en 1883, le P&LE anticipa l'augmentation de trafic due à sa connexion au South Penn, en construisant les ateliers de McKees Rocks shops. Cela permit de relier les aciéries de Pittsburgh aux Grands Lacs.

## Vanderbilt, le New York Central et le "Little Giant"
Le New York Central sous la pression de son actionnaire Vanderbilt, exerça un contrôle plus formel sur le P&LE à partir de 1887; ainsi John Newell, président du Lake Shore & Michigan Southern Railway, prit également la présidence du P&LE. En 1889, Vanderbilt avait enfin le contrôle du P&LE. Sous la direction de Newell, Reed et du Colonel Schoonmaker, le P&LE fut surnommé le "Little Giant". En effet de 1887 à 1927, le P&LE avait un tonnage disproportionné par rapport à la faible longueur de son réseau, rapidement passé en double voie entre Pittsburg et Youngstown. Le P&LE resta exploité comme une filiale indépendante, même après la création du Penn Central issu de la fusion du New York Central Railroad et du Pennsylvania Railroad.

## Le Monongahela Railway
La production de coke à Connellsville représentait une grosse activité pour le P&LE, mais elle commença à diminuer au début des années 1900, pour se déplacer vers Pittsburgh. Le P&LE se développa alors vers Brownsville, Pennsylvanie, où il arriva en même temps que le Pennsylvania en 1901. Ils créèrent une filiale commune baptisée Monongahela Railway pour transporter le coke. Le Monongahela fut prolongé vers le sud en direction de Martin, Pennsylvanie afin d'atteindre le coke de Kondike. Plus tard en 1915, il atteignit Fairmont, autre région riche en coke. À partir de 1934, le Baltimore and Ohio Railroad acheta des droits de passages sur la portion McKeesport / New Castle. La route du B&O vers Pittsburgh comportait des rampes et des courbes très sévères.
Le P&LE était un chemin de fer spécialisé; il tirait l'essentiel de ses recettes du charbon, du coke, du minerai de fer, du calcaire et de l'acier. La fermeture des aciéries allait entraîner son déclin.

## Le Penn Central, Conrail et CSX
Le 1er février 1968, sa société mère, le New York Central Railroad, fusionna avec le Pennsylvania Railroad pour constituer le Penn Central. Ce dernier fit faillite le 21 juin 1970. Lors de la constitution de Conrail en 1976, le P&LE reprit son indépendance, et il atteignit enfin le Lac Érié à Ashtabula. La fermeture des aciéries participa au déclin du P&LE. Dans les dernières années du P&LE, le CSX Transportation utilisait davantage la ligne que le P&LElui-même. Le 11 septembre 1992, CSX reprit le P&LE et le rebaptisa Three Rivers Railway. Puis en 1993, Conrail fut partagé entre le NS et le CSX. Le CSXT donna à l'ancien réseau du P&LE le nom de Three Rivers Transportation.
(remarque: jusqu'en 1911, on écrivit Pittsburg sans h).

## Le réseau duP&LE

### P&LEDivision
La ligne d'origine, ouverte en 1879, reliait Haselton dans la banlieue de Youngstown, Ohio, à la 24e rue de Pittsburgh, Pennsylvanie, près du pont Smithfield Street Bridge et de l'usine Jones and Laughlin Iron Works.
En partant du sud vers le nord, le P&LE commençait par suivre la rivière Monongahela jusqu'au Golden Triangle, puis remontait la rivière Ohio vers le nord-ouest jusqu'à Beaver. De là, il longeait la rivière Beaver jusqu'à New Castel, puis la Mahoning River, pour finalement entrer dans l'Ohio (juste au sud de Lowellsville, Pennsylvanie) et atteindre Haselton dans la banlieue de Youngstown, Ohio.

### Youghiogheny Branch
Le Pittsburgh, McKeesport & Youghiogheny Railroad, créé en 1882, partait de la 24e rue de Pittsburgh, Pennsylvanie pour atteindre Connellsville, Pennsylvanie. The P.M.&Y. Suivait la rivière Monongahela jusqu'à McKeesport, Pennsylvanie, puis la Youghiogheny River jusqu'à Connellsville, Pennsylvanie.

### Monongahela Branch
Le P.M.&Y. suivait la rivière Monongahela jusqu'à Brownsville, Pennsylvanie.
Il acheta de nombreuses compagnies situées à proximité de sa ligne principale, ce qui lui permit d'atteindre Youngstown au nord, et Connellsville au sud. Cela permit de relier les centres sidérurgiques de Pittsburgh aux Grands Lacs et au fleuve St. Laurent.

## Les présidents de la compagnie
Présidents:
- William McCreery 1875-1877
- James I Bennett 1877-1881
- Jacob Henrici 1877-1885
- John Newell 1887-1896

Après Newell, la présidence fut assurée par le président du NYC, assisté par un vice-président local.
Vice-Présidents:
- James H Reed 1892-1896
- Colonel James M Schoonmaker 1886-1927
- James B Yohe 1917-1919 (superviseur durant la Première Guerre mondiale); puis 1920-1929 (vice-président)
- Curtis M Yohe 1929-1953
- John F Nash 1953-1956

Après Nash le management revint à des présidents:
- John W Barriger III 1956-1964
- Curtis D Buford 1965-1969
- Henry G Allyn Jr 1969-1993?

## La gare de Pittsburgh
La gare Pittsburgh Terminal du P&LE servait de terminus, de quartier général, de remise pour les trains et d'entrepôt pour le fret. Le quartier général, situé au pied de la rampe de Monongahela Incline, fut reconverti en centre commercial appelé Station Square. Le bâtiment de voyageur, inscrit sur la liste des édifices historiques, fut rénové et transformé en restaurant.

## Ateliers et triages

### Le triage de Gateway Yard
Ce triage situé à Youngstown était une importante plaque tournante pour le P&LE jusqu'à la création de Conrail. Le Gateway Yard ouvrit en octobre 1957; c'était un triage à butte moderne. Il couvrait approximativement une surface de 0,81 km2, et s'étirait sur une distance de 8 km entre Lowellville, Ohio et Center Street à Youngstown. Le Gateway Yard était constitué par 3 triages principaux, et d'autres plus petits spécialisés: 
- Les triages principaux étaient disposés en ligne avec la zone de départ située à l'est côté Lowellville.
- Le triage à butte était localisé à Struthers au milieu des installations, et le triage de réception se trouvait à l'ouest.
- Les triages spécialisés étaient constitués par le "Diesel Servicing Facilities", le "Gorilla Park" et l' "Interchange" yards.
- Le triage "Interchange" comprenait 6 voies, 4 pour l'échange avec le B&O, et 2 pour un usage général.. L'extrémité ouest du triage constituait la fin du réseau du P&LE. Au-delà de cette extrémité se trouvait la ligne principale du NYC qui se prolongeait vers Ashtabula. Comme triage fut construit lorsque le P&LE était sous contrôle du New York Central Railroad, un échange direct se faisait avec le NYC. Conrail faisait transiter une grosse partie de son trafic à proximité des ateliers du P&LE. Après avoir racheté le P&LE en 1993, CSX ferma le Gateway Yard et enleva la plupart des rails. La tour du triage est toujours debout malgré des actes de vandalisme.

### Les installations de McKees Rocks
Ce site accueillait d'une part le « Major Locomotive Rebuilding », ateliers qui servait aux reconstructions et aux autres opérations de maintenance, et d'autre part le « Freight Car Repair and Maintenance » pour l'entretien des wagons de marchandises. À l'extrémité ouest du triage du McKees Rocks, le P&LE procédait aux échanges avec le PC&Y. Les ateliers du PC&Y se trouvaient juste derrière ceux destinés aux locomotives du P&LE. La majorité des bâtiments des installations du McKees Rocks sont toujours en place et utilisés par des sociétés de réparation des wagons de marchandises. Sur le bâtiment destiné aux locomotives, on peut toujours lire l'inscription suivante : PITTSBURGH AND LAKE ERIE LOCOMOTIVE SHOPS; on peut également voir l'emplacement du logo ovale du New York Central.

### Les installations de College
Le College Hill situé à proximité de Beaver Falls, accueillait un petit triage localisé au-dessous du Geneva College et le long de la Beaver River. Il y avait aussi une rotonde, et la gare de College Hill Station. De nos jours, il ne reste que la gare.

## Les filiales
- Pittsburgh McKeesport & Youghiogheny Railroad (loué en 1888 et fusionné en 1965)
- Pittsburgh Chartiers & Youghiogheny Railroad (1/2 P&LE, 1/2 CR)
- Mahoning State Line Railroad (loué en 1885)
- Monongahela Railway (1/3 P&LE, 1/3 B&O, 1/3 CR(PR))
- Montour Railroad
- Lake Erie & Eastern Railroad (1/2 P&LE, 1/2 CR)
- Youngstown & Southern Railway

### Sources
- McLean, Harold H. (1980). Pittsburgh and Lake Erie Railroad. Golden West Books.
- December 1992 Trains has info on the CSX sale.